# Ѕ
Ѕ, ѕ は、キリル文字のひとつ。マケドニア語で使われる文字である。かつてはロシア語、ルーマニア語、セルビア語でも用いられていた。

## 由来
ギリシア文字の Ϛ, ϛ（スティグマ）からの由来と考えられている。対応するグラゴル文字は Ⰷ（ʒelo セロ）である。

## 呼称
- 古代教会スラヴ語：ヅェロ
- マケドニア語：ヅェー
- セルビア語：ヅェー

## 音素
/dz/ を表す。

## アルファベット上の位置
マケドニア語の第10字母である。

## Ѕに関わる諸事項
- ロシア語では Ѕ で表していた音が З と同じ /z/ に変化したため、1708年に З に統合された。ただし、З を Ѕ に統合すべしとの意見もあり、最終的に З に統合されるまでにはやや紆余曲折があった。
- ルーマニア語では19世紀半ばに文字自体がラテン文字に切り替えられ、用いられなくなった。モルドバ語でのキリル正書法でも用いられていない。
- セルビア語では19世紀半ばまで用いられていた。
- マケドニア語のアルファベットに加えられたのは1944年である。
- マケドニア語以外のキリル文字を使うスラヴ語にも /dz/ の音は存在しており（ただしロシア語では前述のとおり、固有語の /dz/ は /z/ に吸収されており、外来語にのみ現れる）、それらの言語では Ѕ の代わりに「ДЗ」が用いられる。特にベラルーシ語では「ДЗ」がしばしばひとつの文字のように扱われる。
- ラテン文字の S と同形。

## 符号位置
| 大文字 | Unicode | JIS X 0213 | 文字参照        | 小文字 | Unicode | JIS X 0213 | 文字参照        | 備考 |
| ------ | ------- | ---------- | --------------- | ------ | ------- | ---------- | --------------- | ---- |
| Ѕ      | U+0405  | ‐          | &#x405; &#1029; | ѕ      | U+0455  | ‐          | &#x455; &#1109; |      |